# Liste der Monuments historiques in Billom
Die Liste der Monuments historiques in Billom führt die Monuments historiques in der französischen Stadt Billom auf.

## Liste der Bauwerke
| Bezeichnung                                     | Beschreibung | Standort                                        | Kennzeichnung | Schutzstatus | Datum | Bild |
| ----------------------------------------------- | ------------ | ----------------------------------------------- | ------------- | ------------ | ----- | ---- |
| Belfried                                        |              | (Lage)                                          | PA00091903    | Classé       | 1888  |      |
| Jesuitenkolleg                                  |              | 4 rue du Collège (Lage)                         | PA63000041    | Inscrit      | 2002  |      |
| Pfarrkirche Saint-Cerneuf                       |              | rue de l’Évêche (Lage)                          | PA00091904    | Classé       | 1862  |      |
| Kirche Saint-Loup                               |              | rue Saint-Loup (Lage)                           | PA00091905    | Classé       | 1983  |      |
| Mittelalterliche Stadtbefestigung               |              | (Lage)                                          | PA00132795    | Inscrit      | 1994  |      |
| Fontaine de la Croix de la Mission              |              | place de la Croix-de-la-Mission (Lage)          | PA00135212    | Inscrit      | 1995  |      |
| Fontaine de l’Éperon                            |              | rue du Mont-Mouchet (Lage)                      | PA00135213    | Inscrit      | 1995  |      |
| Fontaine de la Halle                            |              | Place Alfred-Thomas (Lage)                      | PA00135214    | Inscrit      | 1995  |      |
| Hôtel de ville                                  |              | Avenue Carnot (Lage)                            | PA00135215    | Inscrit      | 1995  |      |
| Haus                                            |              | rue des Boucheries (Lage)                       | PA00091912    | Inscrit      | 1963  |      |
| Haus, 14. Jahrhundert                           |              | 11 rue des Boucheries (Lage)                    | PA00091910    | Classé       | 1923  |      |
| Haus                                            |              | 10 rue de l’Étezon (Lage)                       | PA00091914    | Inscrit      | 1963  |      |
| Haus                                            |              | rue des Boucheries (Lage)                       | PA00091906    | Classé       | 1919  |      |
| Haus                                            |              | Place des Écoles (Lage)                         | PA00091907    | Classé       | 1923  |      |
| Haus                                            |              | 6 rue Pertuybout (Lage)                         | PA00091908    | Classé       | 1919  |      |
| Fachwerkhaus                                    |              | rue des Boucheries 7 place Louis-Coirier (Lage) | PA00091909    | Inscrit      | 1963  |      |
| Fachwerkhaus                                    |              | 17 rue des Boucheries (Lage)                    | PA00091911    | Inscrit      | 1963  |      |
| Fachwerkhaus                                    |              | 1 et 3 place Creux-du-Marché (Lage)             | PA00091913    | Inscrit      | 1963  |      |
| Fachwerkhaus                                    |              | 3–5 rue Saint-Cerneuf (Lage)                    | PA00091915    | Inscrit      | 1963  |      |
| Öffentliches Getreidemaß, Stadtwaage und Brücke |              | (Lage)                                          | PA00091916    | Classé       | 1982  |      |

## Liste der Objekte
- Monuments historiques (Objekte) in Billom in der Base Palissy des französischen Kultusministeriums